# آندریفکا (شهرستان آرخانگلسکی، باشقیرستان)
آندریفکا (به لاتین: Andreyevka) یک منطقهٔ مسکونی در روسیه است که در باشقیرستان واقع شده‌است.